# Élhető Erzsébetváros Egyesület
Az Élhető Erzsébetváros Egyesület nevű budapesti civil szervezetet 2017-ben alapították. Célja Erzsébetváros (Budapest VII. kerülete) élhetőségének javítása, az épített és természeti környezet védelme, valamint a helyi lakosok érdekeinek képviselete. Az egyesület a pártpolitikától függetlenül, önkéntes alapon működik, és tagjai között megtalálhatók többek között jogászok, építészek, közgazdászok, művészek, közalkalmazottak és vállalkozók is. Tevékenységük középpontjában a közösségépítés, a korrupció elleni fellépés, a nyilvánosság biztosítása, valamint a lakossági fórumok és konzultációk szervezése áll.

## Története
Az Élhető Erzsébetváros Egyesület 2017-ben alakult, válaszul a Belső-Erzsébetvárosban kialakult élhetetlen állapotokra. A szervezet megalakulását a kerület bulinegyeddé válása, az ezzel járó zajszennyezés, köztisztasági problémák, közbiztonsági visszaesés és az éjszakai tömegturizmus negatív hatásai váltották ki. A lakók szerint a VII. kerület vezetése és a vendéglátóipari lobbi figyelmen kívül hagyta az ott élők panaszait, miközben egyre több romkocsma, diszkó és hostel települt a sűrűn lakott utcákba. A kezdeményezés elsőként egy saját szervezésű lakossági fórum formájában jelent meg, amelyen mintegy 400 kerületi lakos vett részt. Ez az esemény világosan jelezte, hogy az itt élők valódi, rendszerszintű megoldásokat várnak. A fórumot követően az egyesület tagjai rendszeresen kezdtek fellépni a kerület rendbetételéért: nyilvánosságot biztosítottak a lakossági problémáknak, szakmai javaslatokat dolgoztak ki, és tiltakozásokat, aláírásgyűjtéseket szerveztek. A szervezet tevékenysége túlnőtt Belső-Erzsébetváros határain: céljaik közé tartozik a kerület egészének lakóbaráttá tétele, az épített örökség védelme, a zöldfelületek növelése, a rövid távú szálláskiadás szabályozása, valamint a közbiztonság megerősítése. Az egyesület mára több ezer támogatót tudhat maga mögött, és rendszeres egyeztetéseket folytat az önkormányzattal, miközben hangsúlyozottan pártpolitikától függetlenül működik.

## Céljai és tevékenysége
Az Élhető Erzsébetváros Egyesület célja egy élhetőbb, tisztább, biztonságosabb és közösségbarát Erzsébetváros megteremtése, amely elsősorban a helyi lakók érdekeit szolgálja. Az egyesület értékalapú, pártpolitikától független közéleti munkát folytat, és a kerületi problémákra konkrét megoldásokat kínáló, átfogó programot dolgozott ki.
Az egyesület kiemelt célkitűzései közé tartozik:
- A bulinegyed korlátozása: a zajszennyezés, köztisztasági problémák és közbiztonsági gondok visszaszorítása érdekében a szórakozóhelyek éjféli zárórájának bevezetését, a nagy befogadóképességű helyek és bordélyházak tiltását szorgalmazzák. A cél egy nyugodt, lakóbarát környezet visszaállítása a Belső-Erzsébetvárosban.
- Rövid távú szálláskiadás szabályozása: az illegálisan működő, lakókörnyezetet zavaró szálláshelyek visszaszorítása, helyi építési szabályzat módosítása révén.
- Köztisztaság és hulladékkezelés: hatékonyabb utcai takarítás, új szeméttárolók kihelyezése, a szórakozóhelyek kötelező területrendezési kötelezettségeinek szigorúbb ellenőrzése.
- Lakossági parkolás előnyben részesítése: új lakossági parkolóhelyek kijelölése, a nem helyiek járműforgalmának korlátozása, és az úttestre való parkolás visszaszorítása a levegőszennyezés csökkentése érdekében.
- Zöldfelület-növelés és városképvédelem: belső udvarok zöldítése, közterületi parkosítás, „zöld tető” program, új játszóterek és közösségi terek kialakítása.
- Épített örökség védelme: a történelmi zsidónegyed és más műemléképületek felújításának ösztönzése, romos ingatlanok rendbetételére való kötelezés.
- Hajléktalanság kezelése: humanitárius megközelítésű, együttműködésen alapuló megoldások támogatása, a közterületek rendeltetésszerű használatának biztosítása mellett.
- Közbiztonság és rendőri jelenlét erősítése: térfigyelő kamerarendszer fejlesztése, rendőri jelenlét fokozása a problémás területeken.
- Önkormányzati átláthatóság: a helyi közpénzek hatékony, korrupciómentes felhasználásának követelése, a lakosság valós bevonása a döntéshozatalba.

Az egyesület 2019 óta az önkormányzatban is képviselteti magát, célja pedig, hogy a kerület ne üzleti érdekeket és pártpolitikai játszmákat, hanem az ott élők érdekeit szolgálja. Programjuk szerint egy olyan Erzsébetvárost kell építeni, ahol a lakók valódi otthonra találnak: felújított bérlakásokkal, rendezett közterekkel, aktív közösségi élettel, tisztasággal és nyugalommal.

## Politikai szerepvállalás

### Bejutás az önkormányzatba és képviselői munka
Az Élhető Erzsébetváros Egyesület 2019-ben indult először önállóan az önkormányzati választásokon, és a civil jelöltek közül egyedüliként szerzett mandátumot a VII. kerületi képviselő-testületben. A választási siker lehetőséget teremtett arra, hogy az egyesület közvetlenül is képviselje a kerületben élők érdekeit, valamint aktívan részt vegyen a helyi döntéshozatalban. Garai Dóra az egyesület kompenzációs listájáról jutott be a képviselő-testületbe. A 2019–2020-as önkormányzati ciklus kezdeti szakaszában Garai Dóra a VII. kerületi képviselő-testület legaktívabb tagja volt. A 2024-es önkormányzati választáson az Élhető Erzsébetváros Egyesület ismét önállóan indult, és bár Garai Dóra polgármesterjelöltként csak a szavazatok 8,87%-át (1614 szavazat) szerezte meg, a szervezetnek listás eredményei alapján sikerült újra képviselőt delegálnia a VII. kerületi önkormányzati képviselő-testületbe.

### Fellépés az önkormányzati korrupció ellen
2020 áprilisában, a koronavírus-járvány miatt kihirdetett veszélyhelyzet idején Niedermüller Péter polgármester – különleges jogköre alapján – a képviselő-testület megkerülésével nettó 29 millió forint értékű szerződést kötött Czeglédy Csaba ügyvédi irodájával az önkormányzat jogi képviseletére. A döntés társadalmi és politikai visszhangot váltott ki, mivel Czeglédy – a Demokratikus Koalícióhoz köthető politikus és jogász – korábban felfüggesztett börtönbüntetést kapott adócsalásért, és egy másik, költségvetési csalás ügyében folyamatban lévő büntetőeljárás vádlottja volt. Az Élhető Erzsébetváros Egyesület a szerződést átláthatatlannak és politikailag elfogultnak minősítette, és petíciót indított annak felbontásáért. A polgármester a kritikákra válaszul azt közölte, hogy a megbízás piaci áron történt, és az ügyvédi iroda feladata az önkormányzati ingatlanügyek kivizsgálása. 2023-ban több sajtóorgánum is beszámolt arról, hogy a Niedermüller Péter vezette erzsébetvárosi önkormányzat 2019 után több tanácsadói szerződést kötött olyan cégekkel, amelyek személyi összefonódás révén Horn Gáborhoz, a polgármester vejéhez köthetők. A szerződések összértéke meghaladta a 37 millió forintot. Az ügy politikai vitát váltott ki, különösen amiatt, hogy a megbízások részleteit az önkormányzat nem hozta nyilvánosságra. Garai Dóra, az Élhető Erzsébetváros Egyesület önkormányzati képviselője közadatigénylést nyújtott be a szerződések és a hozzájuk kapcsolódó tanulmányok megismerésére, azonban az önkormányzat a kérést elutasította azzal az indoklással, hogy az adatok „döntés megalapozását szolgálják”, így tíz évig nem nyilvánosak. Garai Dóra a megbízások titkosítását, valamint a családi érintettségű cégek közpénzből történő megbízását morálisan elfogadhatatlannak és etikátlannak nevezte. A 2023. május 15-i képviselő-testületi ülésen Niedermüller Péter úgy reagált az aggályokra, hogy amennyiben bárki korrupciógyanús ügyet feltételez, tegye meg a feljelentést, és bízza a vizsgálatot az illetékes hatóságokra.

## Külső hivatkozások
- Élhető Erzsébetváros Egyesület hivatalos Facebook oldala
- Élhető Erzsébetváros Egyesület hivatalos Facebook csoportja
- Élhető Erzsébetváros Egyesület hivatalos Youtube csatornája